# Myrmoborus myotherinus
El hormiguero carinegro (en Colombia y Ecuador) (Myrmoborus myotherinus), también denominado hormiguero ratonero (en Venezuela) u hormiguero de cara negra (en Perú), es una especie de ave paseriforme de la familia Thamnophilidae perteneciente al género Myrmoborus. Es nativa de una amplia área a través de la cuenca del Amazonas en Sudamérica.

## Distribución y hábitat
Se distribuye en una amplia área de alrededor de 4 800 000 km² en toda la cuenca amazónica de Bolivia, Brasil, Colombia, Ecuador, Perú y Venezuela. Ver más detalles en Subespecies.
Esta especie es bastante común o común en el sotobosque de selvas húmedas de terra firme, principalmente debajo de los 700 m de altitud, algunas pocas hasta los 1300 m.

## Descripción
Mide entre 12-13 cm de largo y pesa alrededor de 16-22 g. El macho de la subespecie nominal es de color gris azulado en la parte superior, con las alas y la cola ligeramente más oscuras, la cara, la garganta y las puntas de las alas negras. La hembra es más apagada, en su mayoría de marrón-oliva con la punta de las alas negras y las partes inferiores de color de ante claro. Las diferentes subespecies varían en lo oscuro de los machos y los colores y patrón de las hembras.

## Comportamiento

### Alimentación
Se alimenta de insectos y arañas, anda en parejas o en pequeños grupos familiares, por lo general dentro de bandadas de especies mixtas. Sigue regularmente enjambres de hormigas guerreras con el fin de atrapar insectos perturbados por los enjambres, pero no es un seguidor obligado de hormigas. En los enjambres está subordinado a los hormigueros obligados, pero cuando están ausentes es dominante sobre otras especies.

### Reproducción
El nido de esta especie fue descrito por primera vez en 2003 sobre la base de dos nidos encontrados en el parque nacional del Manú, Perú. Los nidos son en forma de horno suspendidos entre ramas delgadas. Los nidos encontrados tenían cuatro capas, una capa interna de fibras finas de palma, una capa de hojas secas, una capa estructural compuesta de tallos de vides flexibles y una capa exterior de hojas secas que hacía al nido difícil de ver. Uno de los nidos contenía un solo huevo, el otro dos. Los huevos eran blancos con una ligera capa de manchas de color púrpura. Ambos padres participan en la incubación y alimentación de los polluelos. Cuando el nido es amenazado por depredadores los padres dan una exhibición con el fin de desviar la atención lejos del nido.

## Sistemática

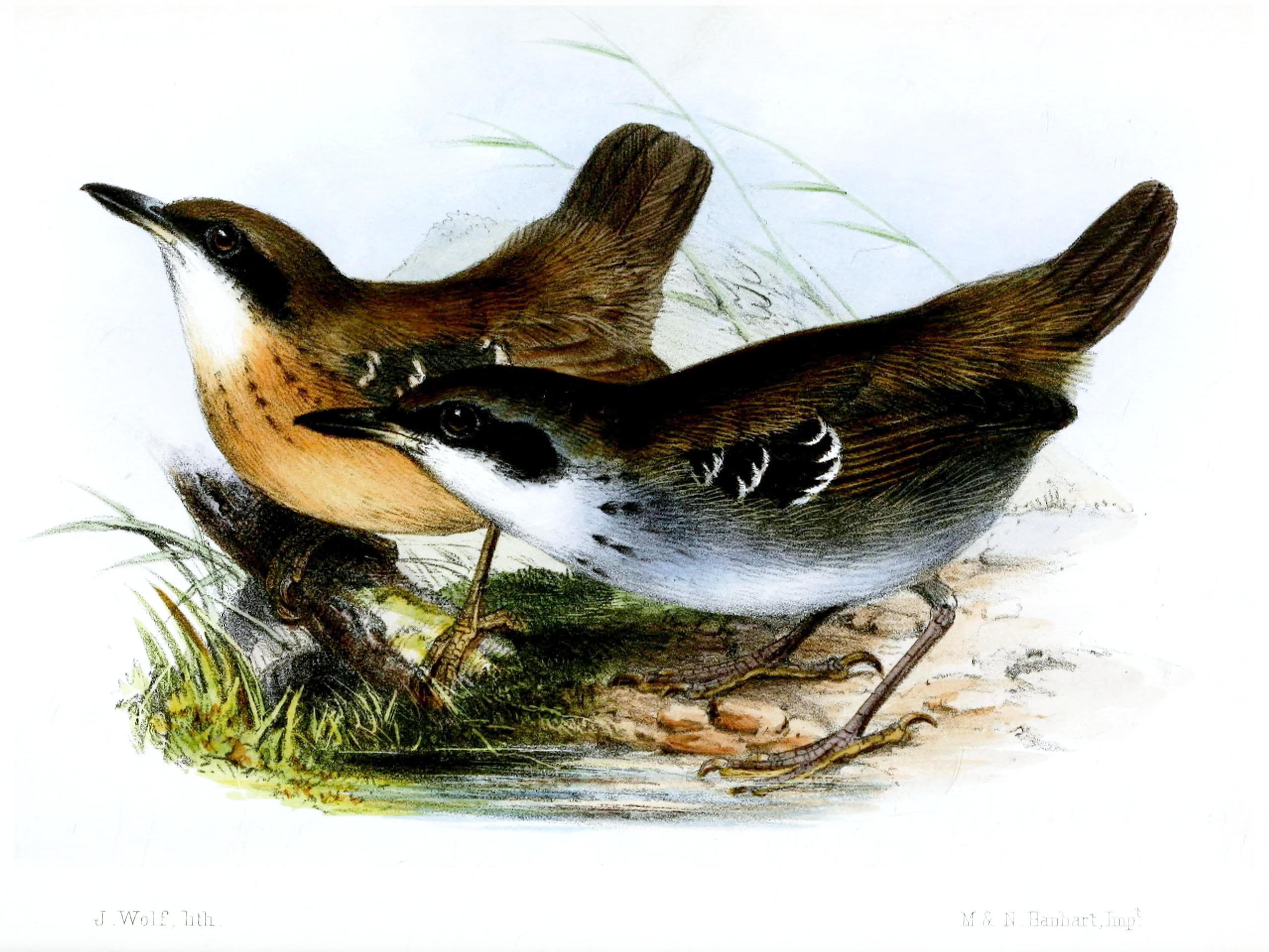
Myrmoborus myotherinus, macho juvenil (adelante) y hembra (atrás); ilustración de Wolf para Proceedings of the Zoological Society of London, 1854.

### Descripción original
La especie M. myotherinus fue descrita por primera vez por el naturalista alemán Johann Baptist von Spix en 1825 bajo el nombre científico Thamnophilus myotherinus; localidad tipo «sin localidad = probablemente Fonte Boa, Río Solimões, Brasil».

### Etimología
El nombre genérico masculino «Myrmoborus» deriva del griego «murmos»: hormiga y «borus»: devorar, significando «devorador de hormigas»;  y el nombre de la especie «myotherinus», proviene del griego «muias»: mosca  y «thēras»: cazador; significando «cazador de moscas».

### Taxonomía
Las subespecies pueden constituir más de una especie, mientras algunas parecen representar apenas variaciones clinales del plumaje. Son necesarios más estudios. Aves del este de Ecuador y noreste de Perú, descritas como la subespecie napensis, parece que intergradan con elegans y sus límites son inciertos, por lo que es tratada como un sinónimo de esta última.

### Subespecies
Según la clasificación del Congreso Ornitológico Internacional (IOC) (Versión 7.3, 2017) y Clements Checklist v.2016, se reconocen 7 subespecies, con su correspondiente distribución geográfica:

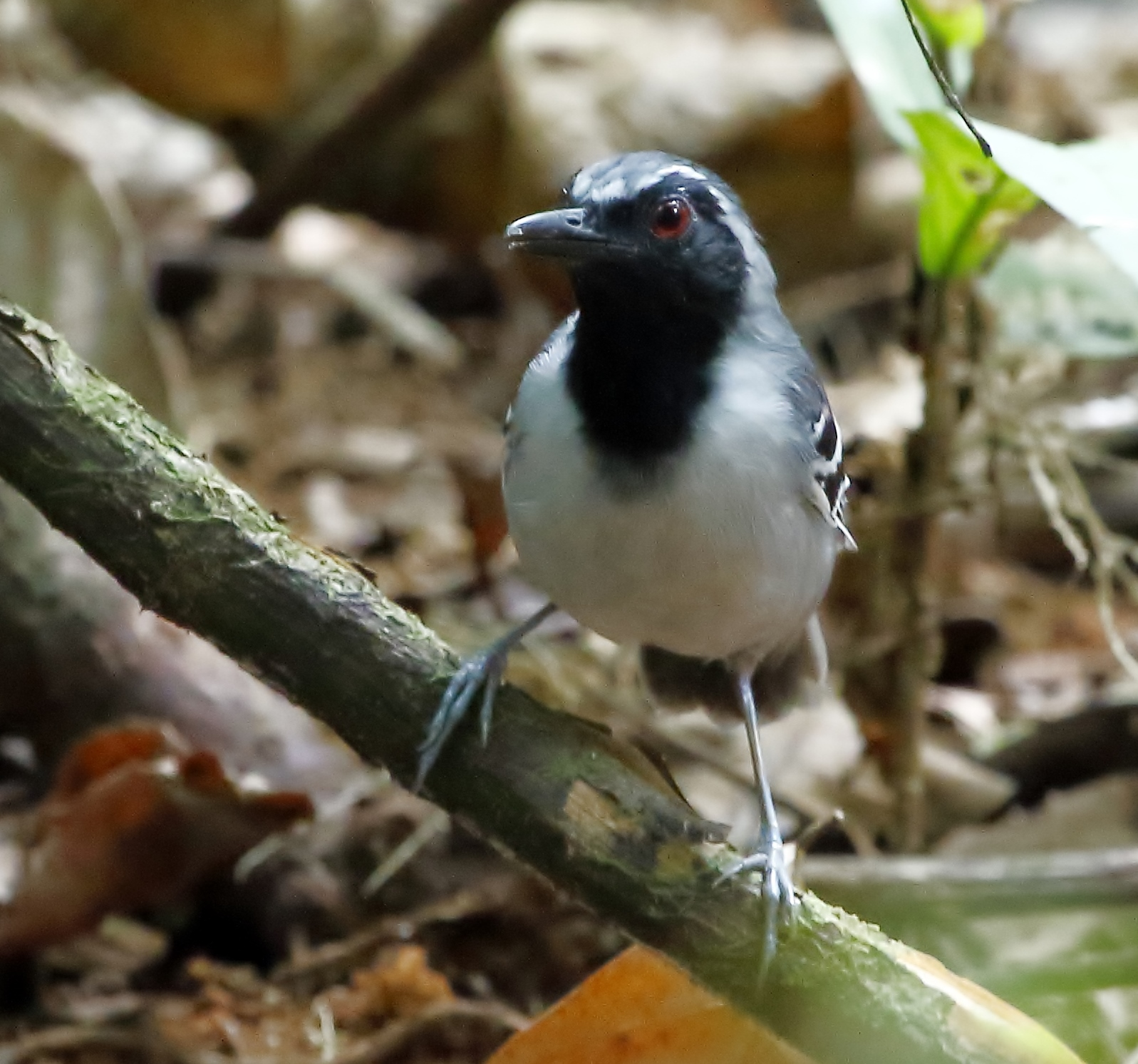
Ejemplar macho de la subespecie M. m. ochrolaemus en Serra dos Carajás, Pará, Brasil.

- Myrmoborus myotherinus elegans (P. L. Sclater, 1857) – sur de Venezuela (oeste de Bolívar, sur de Amazonas), extremo noroeste de la Amazonia brasileña (norte de Roraima, noroeste de Amazonas en la región del alto río Negro), y sureste de Colombia (Meta, Vaupés) hacia el sur hasta el centro de Perú (al norte del río Amazonas, oeste del río Ucayali).
- Myrmoborus myotherinus myotherinus (Spix, 1825) – extremo oriental de Perú (al este del Ucayali), suroeste de la Amazonia brasileña (oeste de Amazonas, Acre) y noroeste de Bolivia (Pando al sur hasta La Paz, Cochabamba y centro oeste de Santa Cruz).
- Myrmoborus myotherinus incanus Hellmayr, 1929 – noroeste de la Amazonia brasileña (margen norte del río Solimões entre los río Japurá e Içá).
- Myrmoborus myotherinus ardesiacus Todd, 1927 – del río Japurá hacia el este hasta el bajo río Negro.
- Myrmoborus myotherinus proximus Todd, 1927 – margen sur del río Amazonas entre los ríos Purús y Madeira.
- Myrmoborus myotherinus sororius (Hellmayr, 1910) – centro sur de la Amazonia brasileña (sureste de Amazonas, Rondônia).
- Myrmoborus myotherinus ochrolaemus (Hellmayr, 1906) – hacia el este desde los ríos Madeira y Roosevelt hasta el río Tocantins y sur de la isla de Marajó, y hacia el sur hasta el suroeste y centro de Mato Grosso.